# Otofuke
Otofuke (音更町?) è una cittadina giapponese della prefettura di Hokkaidō.